# Фалмут (Кентаки)
Фалмут (енгл. Falmouth) град је у америчкој савезној држави Кентаки.

## Демографија
По попису из 2010. године број становника је 2.169, што је 111 (5,4%) становника више него 2000. године.
| Група             | 2000.         | 2010.         |
| Белци             | 1.964 (95,4%) | 2.096 (96,6%) |
| Афроамериканци    | 39 (1,9%)     | 23 (1,1%)     |
| Азијати           | 2 (0,1%)      | 0 (0,0%)      |
| Хиспаноамериканци | 28 (1,4%)     | 26 (1,2%)     |
| Укупно            | 2.058         | 2.169         |